# 约瑟夫·乌尔班
约瑟夫·乌尔班（捷克語：Josef Urban，1899年6月17日—1968年9月2日），捷克男子摔跤运动员。他曾代表捷克斯洛伐克参加1928年和1932年夏季奥林匹克运动会摔跤比赛，其中1932年奥运会获得一枚银牌。